# فاصله‌گذاری اجتماعی

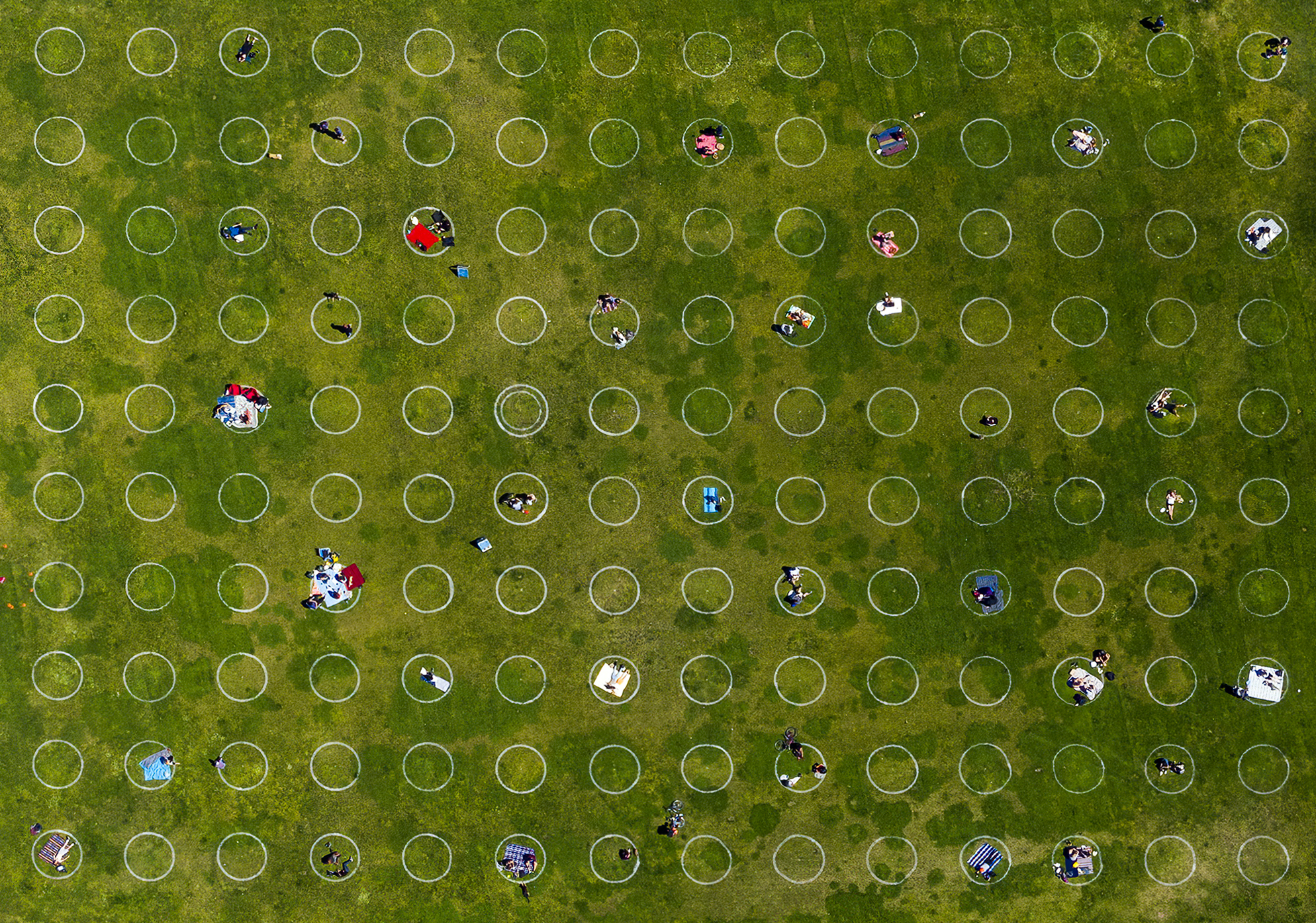
نگاره هوایی از فاصله‌گذاری اجتماعی در پی دنیاگیری کروناویروس بر روی محوطهٔ چمن پارک میشن دولورس (en) در شهر سان فرانسیسکو، کالیفرنیا.

فاصله‌گیری اجتماعی یا فاصله‌گذاری اجتماعی اصطلاحی است که برای برخی از اقدامات غیر دارویی کنترل عفونت استفاده می‌شود که توسط مقامات بهداشت عمومی برای متوقف کردن یا کاهش سرعت شیوع بیماری‌های بسیار مسری انجام می‌شود. هدف از فاصله‌گیری اجتماعی کاهش احتمال تماس بین افراد دارای عفونت و افراد سالم است تا انتقال بیماری، عوارض و در نهایت مرگ و میر به حداقل برسد.
فاصله‌گیری اجتماعی زمانی مؤثر است که عفونت از طریق تماس قطره‌ای (سرفه یا عطسه)، تماس فیزیکی مستقیم، از جمله تماس جنسی، تماس فیزیکی غیرمستقیم (مثل لمس سطح آلوده)، یا هوا (اگر میکروارگانیسم بتواند برای مدت طولانی در هوا زنده بماند) منتقل شود.
فاصله‌گیری اجتماعی ممکن است در مواردی که عفونت از طریق آب یا مواد غذایی آلوده یا توسط ناقل‌هایی مانند پشه یا حشرات دیگر منتقل شود، مؤثر نباشد.
اشکالات فاصله‌گیری اجتماعی می‌تواند شامل تنهایی، کاهش بهره‌وری و از بین رفتن سایر مزایای مرتبط با تعامل انسانی باشد. همچنین می‌تواند نظارت بر سلامت اعضای یک جامعه را دشوارتر کند.
یکی از اولین ارجاعات فاصله‌گیری اجتماعی به قرن هفتم قبل از میلاد در سفر لاویان، ۱۳:۴۶ بازمی‌گردد
از نظر تاریخی، آسایشگاه‌های ویژه برای جذامیها (جوامع طرد شده) و لازارت‌ها (برگرفته از داستان مرد ثروتمند و ایلعازر) به عنوان ابزاری برای جلوگیری از شیوع جذام و سایر بیماری‌های مسری از طریق فاصله‌گیری اجتماعی تأسیس شده‌بودند، تا زمانی که روش‌های انتقال این بیماری‌ها کشف و درمان‌های مؤثر برایشان اختراع شد.

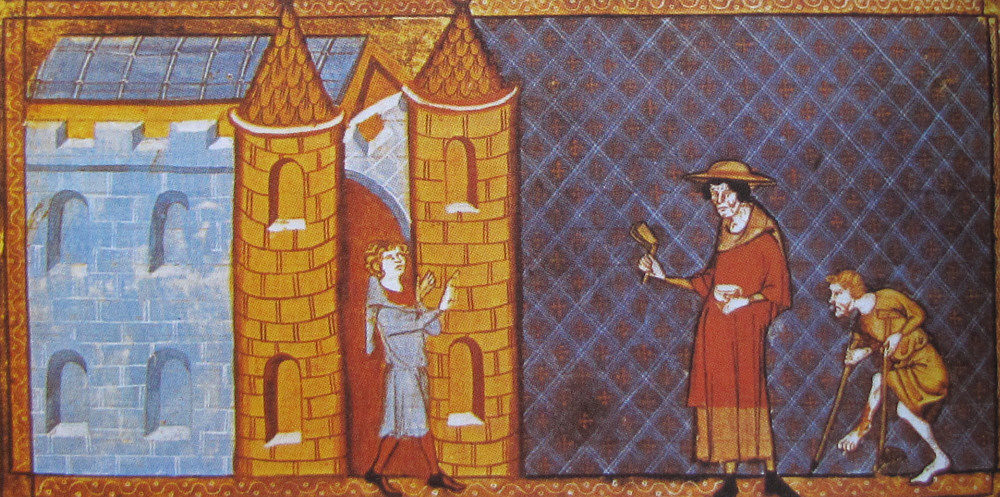
دو جذامی را به شهر راه نمی‌دهند. چوب برش توسط ونسان (اهل بووه)، سده چهاردهم

## مثال‌ها
برخی از نمونه‌های فاصله‌گیری اجتماعی که برای کنترل شیوع بیماری‌های مسری مورد استفاده قرار می‌گیرد عبارتند از:
- تعطیلی مدارس (فعال یا واکنشی)[۸]
- تعطیلی محل کار،[۹] از جمله تعطیلی مشاغل "غیر ضروری" و خدمات اجتماعی ("غیر ضروری"، بر خلاف خدمات اساسی، به معنی تسهیلاتی است که عملکردهای اصلی جامعه را حفظ نمی‌کنند)[۱۰]
- انزوا
- قرنطینه
- کمربند بهداشتی
- جداسازی حفاظتی
- لغو اجتماعات گسترده مانند رویدادهای ورزشی، فیلم‌ها یا نمایش‌های موسیقی.[۱۱]
- لغو یا محدود کردن حمل و نقل عمومی
- تعطیل امکانات تفریحی (استخرهای شنا، کلوب‌ها، سالن‌های ورزشی)[۱۲]
- اقدامات «محافظتی» برای افراد شامل محدود کردن تماس‌های چهره به چهره، انجام کار از طریق تلفن یا اینترنت ، اجتناب از اماکن عمومی و کاهش مسافرت‌های غیر ضروری[۱۳][۱۴]
- " برآمدگی آرنج " و " عطسه دراکولا "[۱۵]

## اثرگذاری

جلوگیری از پیک شدیدی از مبتلایان که به عنوان مسطح کردن منحنی همه‌گیری شناخته می‌شود، کمک می‌کند تا از سیل بیماران مراجعه کننده به خدمات مراقبت‌های بهداشتی جلوگیری شود و همچنین زمان بیشتری را برای توسعهٔ واکسن و درمان فراهم می‌کند. تعداد برابری از مبتلایان که در بازه زمانی بزرگتری مبتلا شده‌اند، این اجازه را به خدمات مراقبت‌های بهداشتی می‌دهد که بیماران را بهتر مدیریت کنند.

اقدامات فاصله‌گیری اجتماعی برای مؤثر بودن باید فوری و سختگیرانه اجرا شوند. در طی دنیاگیری ۱۹۱۸ آنفلوانزا، مقامات ایالات متحده مدارس را تعطیل و گردهمایی‌های عمومی را ممنوع اعلام کردند و دیگر اقدامات فاصله‌گیری اجتماعی را در فیلادلفیا و سنت لوئیس به کار بردند، اما در فیلادلفیا تأخیر پنج روزه در انجام این اقدامات باعث افزایش سه تا پنج برابری نرخ انتقال شد، درحالی که در سنت لوئیس تأثیر فوری این اقدامات در کاهش انتقال چشمگیر بود. بوتسما و فرگوسن اقدامات فاصله‌گیری اجتماعی را در طول همه‌گیری ۱۹۱۸ در ۱۶ شهر ایالات متحده بررسی کردند، یافته‌های آنان نشان می‌داد که انجام این اقدامات در مدت محدود، آمار مرگ‌ومیر نهایی را نسبتاً (احتمالاً ۱۰ تا ۳۰ درصد) کاهش می‌دهد. اثرگذاری این اقدامات اغلب بسیار محدود بود زیرا این اقدامات بسیار دیر به کار گرفته می‌شدند و بسیار زود پایان می‌یافتند. مشاهده شده‌است بعضی از شهرها همه‌گیری دومی را بعد از پایان یافتن فاصله‌گیری اجتماعی تجربه کرده‌اند زیرا افرادی که مستعد بودند اکنون در معرض بیماری قرار گرفته‌اند.

## نقد و بحث‌ها در دوران کرونا
پس از شیوع کروناویروس در جهان، برخی از شخصیت‌ها از عبارت فاصله گذاری اجتماعی برای قطع زنجیره ی شیوع کرونا ویروس سخن به میان آوردند. 
پس از مطرح شدنِ عبارت فاصله گذاری اجتماعی برای کنترل بیماری کرونا، بسیاری نسبت به ابن عبارت مخالفت کردند و گفتند باید از فاصله گذاری فیزیکی بجای فاصله گذاری اجتماعی استفاده کرد. 
مسئولان سازمان جهانی بهداشت نيز از اين پيشنهاد استقبال كردند و در نشست خبری روزانه خود در تاریخ یکم فروردین 1399 مقارن با ۲۰ مارس 2020 تغيير اين نام را صحيح دانستند و استفاده از عبارت «فاصله‌گیری فیزیکی» را به جای «فاصله‌گیری اجتماعی» را به كشورها پيشنهاد دادند. 
در ایران نیز طی مقاله ای با عنوان " نقدی بر استفاده جهانی از یک مفهوم؛ فاصله گذاری اجتماعی یا فیزیکی؟ " این نقد مطرح شد و نوشت: به نظر می رسد آنچه مد نظر متولیان بهداشت و درمان در سراسر جهان است ایجاد و حفظ “فاصله فیزیکی” افراد از یکدیگر است تا بدین ترتیب زنجیره انتقال ویروس شکسته شود و پایانش فرا برسد. این” فاصله گذاری فیزیکی” به عنوان یک روش موثر و در تکمیل قرنطینه، مورد توجه قرار گرفته است اما به نظر می‌رسد در استفاده از این مفهوم “فاصله گذاری اجتماعی” دقت لازم صورت نگرفته، همچنان که روزنامه واشنگتن پست نیز در مقاله ارزشمند خود در زمینه کرونا ویروس نیز از مفهوم social distance استفاده کرده است در حالی که physical distance مدنظر است. 
لس آنجلس تایمز نیز در یادداشتی نسبت به استفاده از عبارت فاصله گذاری اجتماعی واکنش نشان داد و این عبارت را ناصحیح عنوان کرد. 
به دنبال نقدها، رئیس مرکز اطلاع رسانی وزارت بهداشت در مصاحبه ای گفت: طرح فاصله گذاری اجتماعی یک طرح شناخته در دنیاست و در همه دنیا هم با این نام شناخته می شود. البته ممکن است افرادی به ادبیات علاقه داشته باشند و از اسامی دیگری مثل فاصله گذاری فیزیکی استفاده کنند، اما برای ما اسم مهم نیست. 

### تعطیلی مدارس
نشان داده شده‌است که تعطیلی مدارس باعث کاهش ۹۰ درصدی عوارض آنفلوانزای آسیایی در زمان شیوع در سال‌های ۱۹۵۷ و ۱۹۵۸ میلادی و کاهش ۵۰ درصدی عوارض در کنترل آنفلوانزا در ایالات متحده بین سال‌های ۲۰۰۴ تا ۲۰۰۸ میلادی شده‌است. به همین ترتیب تعطیلی اجباری مدارس و دیگر اقدامات فاصله‌گیری اجتماعی باعث کاهش ۲۹ تا ۳۰ درصدی نرخ انتقال در دنیاگیری ۲۰۰۹ آنفلوانزا در مکزیک شده‌است.

رفتارهای جایگزین برای کمک به بهبود نمودار

### تعطیلی محل کار
شبیه‌سازی و مدل‌سازی‌های انجام شده برروی داده‌های ایالات متحده بیان می‌کند، اگر ۱۰ درصد از محل‌های کار در معرض بیماری تعطیل شوند، نرخ انتقال کلی عفونت در حدود ۱۱٫۹ درصد خواهد بود و زمان اوج همه‌گیری اندکی به تعویق می‌افتد. اگر ۳۳ درصد از محل‌های کار تعطیل شوند، نرخ انتقال به ۴٫۹٪ کاهش می‌یابد و زمان اوج همه‌گیری ۱ هفته به تعویق می‌افتد.

### قرنطینه موارد مشکوک
در زمان شیوع ۲۰۰۳ سارس در سنگاپور، برای کنترل همه‌گیری حدود ۸۰۰۰ نفر به قرنطینه خانگی اجباری تن دادند و حدود ۴۳۰۰ نفر دیگر نیز مجبور به بررسی روزانه علائم بیماری در خود و گزارش تلفنی آن به مسئولین سلامت شدند. اگرچه در نهایت تنها ۵۸ نفر از آنان مبتلا به سارس تشخیص داده شدند، اما مقامات سلامت عمومی خرسند بودند که این اقدامات کمک کرد تا از شیوع بیشتر این بیماری جلوگیری شود.

جایگزینهای دست دادن

### کمربند بهداشتی
در سال ۱۹۹۵ میلادی از کمربند بهداشتی برای کنترل شیوع بیماری ویروسی ابولا در کیکویت، زئیر استفاده شد. رئیس‌جمهور موبوتو سسه سوکو شهر را با نیروهای نظامی محاصره و تمام پروازها را نیز لغو کرد. در داخل کیکویت، سازمان جهانی بهداشت و تیم‌های پزشکی زئیر نیز کمربند بهداشتی دیگری را اجرا کردند و خاکسپاری‌ها و مناطق درمانی را از عموم جمعیت جدا کردند.

### جداسازی حفاظتی
در زمان دنیاگیری ۱۹۱۸ آنفلوانزا، شهر گانیسن، کلرادو برای جلوگیری از شیوع بیماری، خودش را برای دو ماه ایزوله کرد. تمام بزرگراه‌ها را در نزدیکی مرزهای شهرستان بسته شدند. به تمام مسافران قطارهای عبوری هشدار داده می‌شد که در گانیسن از قطار خارج نشود، اگر خارج شوند، دستگیر و به مدت پنج رو قرنطینه می‌شوند. نتیجه این ایزوله، مرگ هیچ شخصی به دلیل آنفلوانزا در گانیسن در طول همه‌گیری بود.

### لغو اجتماعات گسترده
شواهد نشان می‌دهد که عبارت اجتماعات گسترده احتمال انتقال بیماری را افزایش می‌دهند، قاطعانه نیست. شواهد حکایتی نشان می‌دهند برخی از انواع اجتماعات گسترده ممکن است همراه با افزایش ریسک انتقال آنفلوانزا، جامعه را به سمت همه‌گیری جهانی سوق دهد. در زمان دنیاگیری ۱۹۱۸ آنفلوانزا، رژه‌های نظامی در فیلادلفیا و بوستون احتمالاً باعث گسترش این بیماری با اختلاط ملوانان آلوده با جمعیت غیرنظامی شده‌است. ایجاد محدودیت در اجتماعات گسترده به همراه دیگر اقدامات فاصله‌گیری اجتماعی، ممکن است به کاهش انتقال کمک کند.

### محدودیت‌های مسافرتی
محدودیت‌های مرزی یا محدودیت‌های مسافرتی داخلی بعید است که همه‌گیری را بیش از ۲ تا ۳ هفته به تأخیر بیندازد مگر آنکه با پوشش بیش از ۹۹ درصد اجرا شود. نشان داده شده‌است غربالگری فرودگاه‌ها در جلوگیری از انتقال ویروس در زمان شیوع ۲۰۰۳ سارس در کانادا و ایالات متحده بی اثر بوده‌است. بنا بر گزارش‌ها کنترل‌های سخت‌گیرانه عبور و مرور بین مرز اتریش و امپراتوری عثمانی در سال‌های ۱۷۷۰ تا ۱۸۷۱ میلادی برای جلوگیری از ورود افراد مبتلا به طاعون خیارکی به اتریش مؤثر بوده‌است، به طوری که هیچ شیوع بزرگی از طاعون در قلمرو اتریش وجود نداشت، در حالی که امپراتوی عثمانی تا اواسط قرن ۱۹ میلادی از همه‌گیری‌های مکرر طاعون رنج می‌برد.